# Golfo de Boughrara
Boughrara (بوغرارة‎) es el nombre que recibe un espacio acuático de Túnez limitado por la isla de Yerba al norte y dos penínsulas: Zarzis al este y la Jorf al oeste.

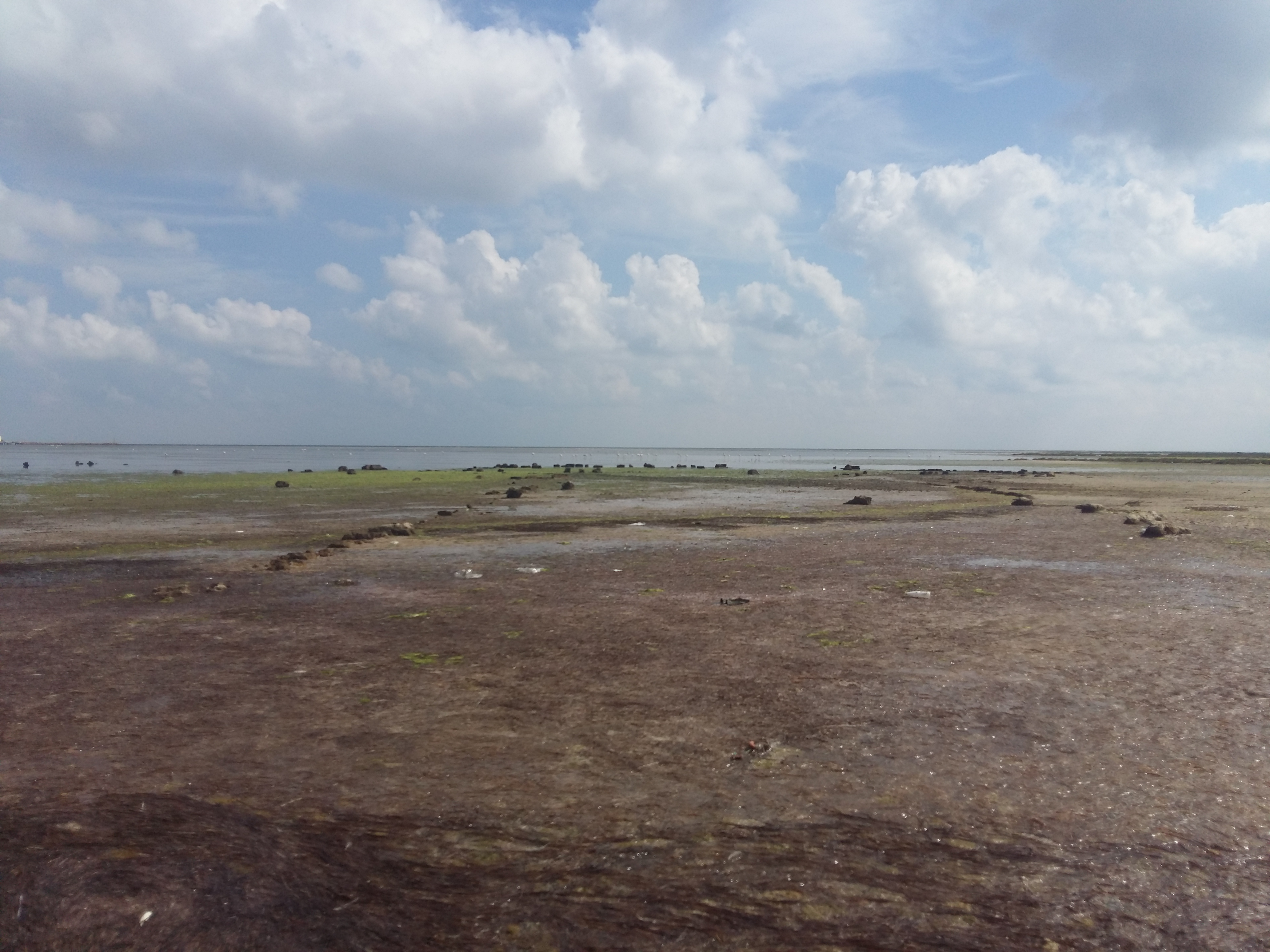
Golfo de Boughrara

También puede ser considerada como una laguna, debido a estar casi cerrada. Con una superficie de 50.000 hectáreas es la principal laguna de Túnez.
Este lugar se caracteriza por su gran biodiversidad (avifauna, fauna acuática, etc.) pero sufre de importantes problemas producidos por el poco intercambio con el mar exterior: aumento de salinidad y poco oxígeno disuelto.
- Datos: Q2921569
- Multimedia: Gulf of Boughrara / Q2921569